# БМД-3
БМД-3 (индекс ГБТУ — Объект 950) — советская/российская боевая гусеничная плавающая машина, авиадесантируемая парашютным, парашютно-реактивным или посадочным способом. 
Боевая машина десанта — 3-я модель предназначена для транспортировки личного состава воздушно-десантных войск, повышения его мобильности, вооружённости и защищённости на поле боя. Объект 950 принят на вооружение Советской Армии ВС Союза ССР, в 1990 году, решением ЦК КПСС и СМ СССР от 10 февраля, и приказом Министра Обороны СССР от 10 марта под войсковым обозначением БМД-3.

## История создания
Работы по созданию боевой машины десанта третьего поколения были начаты параллельно с разработкой боевой машины пехоты БМП-3. Однако, результаты разработки показали, что масса БМП-3 со средствами десантирования значительно превысит 20 тонн, таким образом самолёт Ил-76М сможет поднять на борт только одну боевую машину. Поэтому в начале 1980-х годов были открыты работы по созданию облика боевой машины десанта. В ходе проектирования рассматривались два варианта БМД-3. Первый предполагал машину с комплексом вооружения из 100-мм орудия 2А70 спаренного с 30-мм малокалиберной автоматической пушкой 2А72. Расчётная масса такой БМД составляла 18 тонн. Второй вариант предполагал использование боевого модуля с 30-мм автоматической пушкой 2А42, аналогичного установленному на БМП-2. Таким образом загрузка самолёта Ил-76М составляла либо 2 БМД массой 18 тонн, либо 3 БМД массой 12,5 тонн. Проведённые впоследствии научно-исследовательские работы доказали, что при втором варианте задачи БМД выполняются намного эффективнее. На основании полученного опыта и по результатам исследований 20 мая 1983 года постановлением Совета министров СССР и ЦК КПСС № 451—159 официально была открыта ОКР под шифром «Бахча». Работы предусматривали разработку боевой машины десанта массой 12,5 тонн. Головным разработчиком был назначен Волгоградский тракторный завод.
Через месяц после выхода постановления было согласовано тактико-техническое задание на новую БМД, а также завершён этап технического проекта. При разработке новой БМД был использован опыт, полученный в ходе выполнения работ по БМД-1 и лёгкому танку «Объект 934». К 1985 году были изготовлены и завершили приёмо-сдаточные испытания три опытных образца новой БМД. По результатам испытаний выявилось, что все образцы превышали допустимую массу на 190—290 кг, ходовая машины давала многочисленные сбои в работе, однако благодаря оперативной работе конструкторского бюро ВгТЗ большинство недостатков было устранено и в мае 1986 года опытные БМД завершили предварительные испытания. В 1986 году Волгоградский тракторный завод изготовил ещё три опытных образца, которые были направлены на Государственные испытания.
Новые образцы превысили допустимую массу уже на 400 кг из-за мероприятий по повышению надёжности узлов ходовой части. Несмотря на все усилия, облегчить их обратно не удавалось (даже несмотря на объявленное главным конструктором А. В. Шабалиным премирование за снижение массы даже всего на полкило), поэтому пришлось пожертвовать дальностью десантирования, сократив запас топлива самолёта на перевес трёх машин (1200 кг).
Государственные испытания БМД проходили в период с 27 октября 1986 года по 27 октября 1987 года. По результатам испытаний две из трёх машин были доработаны и отправлены на контрольные испытания в различных климатических зонах. Испытания проводились в период с 10 июля по 19 ноября 1988 года. Результат испытаний по теме «Бахча» был оценён как положительный. Машина в целом соответствовала предъявляемым тактико-техническим требованиям, поэтому 10 февраля 1990 года боевая машина «Объект 950» была принята на вооружение СССР под обозначением БМД-3.

## Производство
Серийное производство БМД-3 было начато в 1990 году и продолжалось до 1997 года. Всего серийно было изготовлено 137 единиц БМД-3.
| График изготовления БМД-3 |      |      |      |      |      |      |      |      |      |       |
| 1985                      | 1986 | 1990 | 1991 | 1992 | 1993 | 1994 | 1995 | 1996 | 1997 | Итого |
| 3                         | 3    | 5    | 25   | 15   | 27   | 35   | 15   | 9    | 6    | 143   |

## Описание конструкции
Благодаря двухканальному прицелу вести огонь из пушки и спаренного с ней 7,62-мм пулемёта может как наводчик-оператор, так и командир машины. На машине установлен стабилизированный комбинированный дневной и ночной (активный-пассивный) перископический прицел.
В БМД-3 установлены индивидуальные универсальные сиденья для всего боевого расчёта (7 человек), которые крепятся не к днищу, а к крыше корпуса, это повышает защиту расчёта машины от мин и фугасов.
Имеется защита от оружия массового поражения.
Боекомплект, (штук):
- 30-мм выстрелы к пушке 2А72 (500)
- патроны калибра 7,62 мм (2000)
- ПТУР «Конкурс» (8)
- выстрелы к гранатомёту АГС-17 (290)
- патроны калибра 5,45 мм (2160)

- Авиатранспортирование: Ан-12, Ил-76, Ан-22, Ан-124, Ми-26
- Авиадесантирование: Ил-76, Ан-22

## Модификации
- БМД-3К — командирский вариант БМД-3. Принят на вооружение российских ВДВ в 1996 году. Серийное производство развёрнуто не было.

## Машины на базе
- Объект 954 — опытная бронированная ремонтно-эвакуационная машина
- Объект 955 — бронетранспортёр БТР-МД «Ракушка»
- Объект 960 — вариант с боевым модулем «Бахча-У»
- БММ-Д1 — боевая медицинская машина «Травматизм»
- БММ-Д2 — боевая машина медицинского взвода батальона «Травматизм»
- БММ-Д3 — боевая перевязочная машина «Мираж-2002»
- РХМ-5 — разведывательная химическая машина «Повозка Д-1»
- «Армерия» — опытный бронированный топливный заправщик
- «Касательная» — опытный унифицированный командный пункт ПВО;

## Боевое применение
Используются Россией во время вторжения на Украину. Впервые использование БМД-3 российской стороной задокументировано в октябре 2023 года в боях под Авдеевкой.

## На вооружении

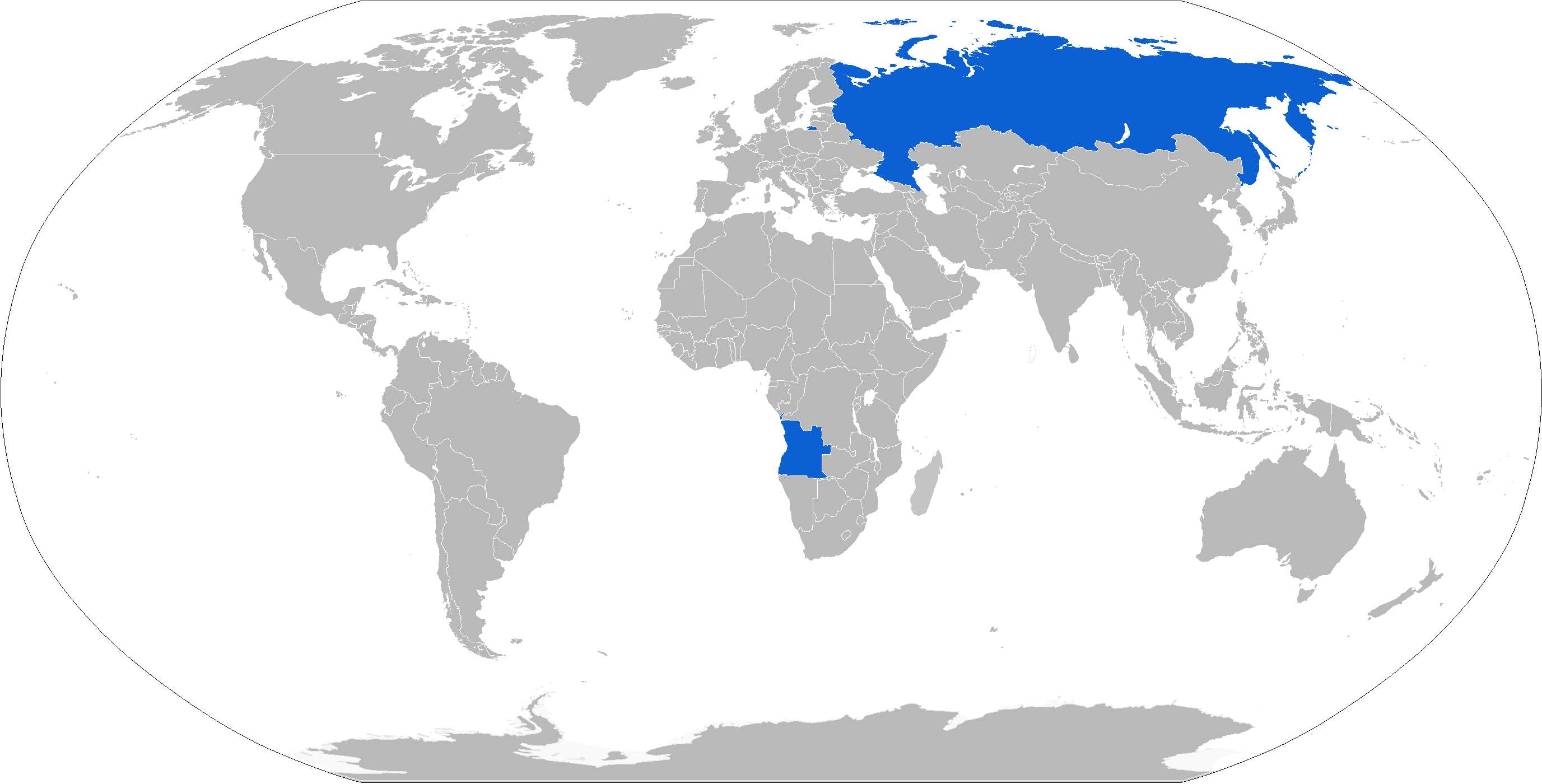
Карта операторов БМД-3 на 2019 год

### Статус неизвестен
- Россия — 137 БМД-3 по состоянию на 2020 год[4]
- Ангола — некоторое количество БМД-3, по состоянию на 2016 год[5]